# Линейни крайцери тип „Индифатигъбъл“
Индифатигъбъл (на английски: Indefatigable) са тип линейни крайцери на британския Кралски флот, от времето на Първата световна война. Втората серия линейни крайцери на Великобритания – типът „Индифатигъбъл“ е проектиран по корабостроителната програма за 1908 г. и представлява последващо развитие на линейни крайцери тип „Инвинсибъл“, отличавайки се от тях по удължения корпус и оптимизираното разположение на кулите на главния калибър. Всичко в периода 1909 – 1913 г. са построени три кораба от този тип. Два от тях се строят за сметка на Австралия и Нова Зеландия, предназначени за техните флотове, но последният със завършването си е предаден на Кралския флот, и само „HMAS Australia“ влиза в състава на КВМС на Австралия, ставайки по този начин единственият капитален (голям) кораб в тяхната история.

## История на разработването
Макар лорд Фишър да се съгласява с мнението на своите офицери, че линкора си остава основната сила на флота, самият той счита, че трябва да се строят само крайцери, подобни на „Инвинсибъл“. Стълкновението на различните гледни точки води до появата на проект за кораб, явяващ се предвестник на бързоходните линкори. Още преди залагането на „Инвинсибълите“ при разглеждането на вариантите за серията линкори „Белерофонт“ е предложен вариант на „Дредноут“ с увеличена скорост до 25 възела (съхранен е само варианта X4, но най-вероятно има и X1 до X3). Водоизместимостта при това е по-голяма 22 000 т и съветът на Адмиралтейството отхвърля такъв скъпоструващ проект, смятайки, че трите планирани „Инвинсибъла“ и така са си достатъчни.
В рамките на подготовката на програмата за 1907 – 1908 г. са подготвени ред проекти за усъвършенстван „Инвинсибъл“. Основната външна разлика е увеличението на дължината на кораба, за да се отдалечат бордовите кули по дължина с цел получаване на по-добри сектори на обстрела. Проектите, представени за разглеждане от съвета на 20 ноември 1906 г., имат същите осем 305-мм 45-калибрени оръдия и 16 102-мм противоминни, както и на „Инвинсибъл“. Силовата установка е същата, за това и скоростта, в сравнение с „Инвинсибъл“, спада. Във варианта „A“ бронирането е без промяна, останалите варианти получават по-дебел пояс. На следващия ден са разгледани варианти с 305-мм 50-калибрени оръдия. В крайна сметка е разработен вариант „E“, в който се връщат към изискването за получаване на скорост от 25 възела. На 19 декември 1906 г. той е утвърден, и започва неговата детайлна разработка.
Но тук се намесва политиката. Дошлото на власт във Великобритания правителство, начело с премиер-министъра Аскуит, с цел икономия на бюджетни средства, извоюва намаляване на корабостроителните програми. Ако в първоначалните планове влизат строителството на 4 линкора и линейни крайцери на година, то вече е решено да се съкратят програмите за строителство до три кораба в периода 1906 – 1907 и 1907 – 1908 г. и до два в периода 1908 – 1909 г. За това по програмата за 1907 – 1908 г. са поръчани само три линкора от типа „Сейнт Винсент“, и няма поръчка за линеен крайцер. Работите по проекта „E“ въпреки това продължават известно време.
| Проект                                                                      | X4                | A             | B             | C             | A             | B             | D             | E             |
| --------------------------------------------------------------------------- | ----------------- | ------------- | ------------- | ------------- | ------------- | ------------- | ------------- | ------------- |
| Дата                                                                        | 2.12.1905         | 20.11.1906    | 20.11.1906    | 20.11.1906    | 21.11.1906    | 21.11.1906    | 22.11.1906    | 05.12.1906    |
| Дължина, м                                                                  | 176,8             | 167,6         | 167,6         | 167,6         | 170,7         | 170,7         | 172,2         | 172,2         |
| Ширина, м                                                                   | 25,3              | 24,08         | 24,23         | 24,38         | 24,69         | 24,69         | 24,69         | 25,3          |
| Газене, м                                                                   | 8,38              | 8,00          | 8,08          | 8,15          | 8,15          | 8,23          | 8,23          | 8,23          |
| Мощност на СУ, к.с.                                                         | 45 000            | 41 000        | 41 000        | 41 000        | 41 000        | 41 000        | 43 000        | 43 000?       |
| Скорост, възела                                                             | 25                | 24,5          | 24,5          | 24,25         | 24            | 24            | 24            | 25            |
| Брониране, мм                                                               |                   |               |               |               |               |               |               |               |
| Пояс                                                                        | 279               | 152           | 229           | 229           | 229           | 254           | 254           | 229           |
| Барбети                                                                     | 279               | 178           | 178           | 178           | 178           | 178           | 178           | 178           |
| Кули                                                                        | 279               | 178           | 178           | 178           | 178           | 178           | 178           | 178           |
| Рубка                                                                       | 279               | 254           | 254           | 254           | 254           | 254           | 254           | 254           |
| Въоръжение                                                                  |                   |               |               |               |               |               |               |               |
| Главен калибър                                                              | 5×2×305-мм/45     | 4×2×305-мм/45 | 4×2×305-мм/45 | 4×2×305-мм/45 | 4×2×305-мм/50 | 4×2×305-мм/50 | 4×2×305-мм/50 | 4×2×305-мм/50 |
| Противоминен                                                                | 8×102-мм 18×76-мм | 16×102-мм     | 16×102-мм     | 16×102-мм     | 16×102-мм     | 16×102-мм     | 16×102-мм     | 16×102-мм     |
| 533-мм ТА                                                                   | 3                 | 5             | 5             | 5             | 5             | 5             | 5             | 3             |
| Параметри на тегловото натоварване при нормална водоизместимост, дълги тона |                   |               |               |               |               |               |               |               |
| Оборудване                                                                  | 750               | 680           | 700           | 700           | 720           | 720           | 720           | 720           |
| Въоръжение                                                                  | 3210              | 2600          | 2600          | 2600          | 2780          | 2780          | 2780          | 2780          |
| СУ                                                                          | 3550              | 3420          | 3420          | 3420          | 3450          | 3450          | 3500          | 4100          |
| Въглища                                                                     | 1000              | 1000          | 1000          | 1000          | 1000          | 1000          | 1000          | 1000          |
| Броня                                                                       | 6540              | 3600          | 3860          | 4180          | 4500          | 4650          | 5150          | 5200          |
| Корпус                                                                      | 7350              | 6700          | 6820          | 6900          | 7150          | 7200          | 7450          | 7500          |
| Запас                                                                       | 100               | 100           | 100           | 100           | 100           | 100           | 100           | 100           |
| Всичко                                                                      | 22 500            | 18 100        | 18 500        | 18 900        | 19 700        | 19 900        | 20 700        | 21 400        |

Но през юни 1907 г. правителството предлага въобще да се спре строителството на линейни крайцери и да се построят два броненосни крайцера с 234-мм оръдия. Това предложение среща рязката съпротива от страна на лордовете на Адмиралтейството. В крайна сметка е постигнат компромис. Вместо скъпия, нараснал до 22 000 т проект „E“ е разработен „бюджетен“ проект „A“. Бронирането е върнато на нивото на „Инвинсибъл“, и се връщат към 305-мм 45-калибрени оръдия. Единственото съществено усъвършенстване по сравнение с „Инвинсибъл“ става увеличаването на секторите на стрелба на бордовите кули. Според програмата 1908 – 1909 г. е решено да се построи линкорът „HMS Neptune“ („Нептун“) и линеен крайцер по проекта „A“. През ноември 1908 г. след детайлна разработка проектът малко „нараства“ по водоизместимост и е окончателно утвърден. На 9 декември 1908 г. крайцерът получава името „Индифатигъбъл“ и през февруари 1909 г. е заложен в корабостроителницата на Девънпорт.
През лятото на 1908 г. в пресата избухва грандиозен скандал. Обнародвани са плановете на Германия да залага по четири капитални кораба годишно, започвайки от 1908 финансова година. Политиката на кабинета Аскуит е подложена на рязка критика. В крайна сметка е формирана извънредна корабостроителна програма за 1909 – 1910 г., според която се залагат шест линкора, в т.ч. четири от типа „Орион“ с 343-мм оръдия и два линейни крайцера с 343-мм оръдия от типа „Лайън“.
Според искането на Фишър строежът се води в обстановката на строга секретност. Реалните характеристики на „Индифатигъбъл“ се държат в секретност, и пресата дълго време му приписва несъществуващи подобрения спрямо „Инвинсибъл“. Така например журналът „Naval und Military Record“ за 1909 г. му приписва газотурбинна силова установка и 343-мм оръдия. От друга страна, немците също засекретяват характеристиките на своите линейни крайцери. Дълго време се смята, че те имат по-ниска скорост, по-малък калибър и по-многобройни оръдия на главния калибър при брониране, сравнимо с „Инвинсибъл“. За това към момента на построяване „Индифатигъбъл“ се смята за по-силен от немския крайцер „Фон дер Тан“ и малко по-слаб от строящият се линеен крайцер „Молтке“, който е заложен месец по-рано от „Индифатигъбъл“.
И когато двата британски доминиона – Австралия и Нова Зеландия – също решават да помогнат на метрополията и събират средствата за построяването на два капитални кораба, по настояване на Фишър те стават линейни крайцери. Като е решено да се построят крайцерите „Австралия“ и „Ню Зеланд“ по проекта на „Индифатигъбъл“. Построяването на „Австралия“ по този проект е някак си оправдано, заради това, че той е планиран за ролята на флагман на Австралийския флот, а нормалната практика за отдалечените от метрополията станции е използването като флагмански кораби на броненосци втори ранг или крайцери. Обаче „Ню Зеланд“ изначално е планиран за предаване на флота на Великобритания. И впоследствие решението за построяването на два такива крайцера по проекта на „Индифатигъбъл“ е критикувано, тъй като към момента на тяхното залагане вече са заложени по-силните „Лайън“ и „Принцес Роял“, и „Австралия“ и „Ню Зеланд“ напълно биха могли да бъдат заложени по нов проект. За „Австралия“ и „Ню Зеланд“ усъвършенстванията в сравнение с изходния проект се ограничават до слабо изменена схема на бронирането, малък ръст във водоизместимостта и предизвиканото от това увеличение на мощността на силовата установка за съхраняване на същата скорост.
| Проект                                                                      | „Инвинсибъл“ (проект) | E             | A             | A             | „Индифатигъбъл“ (при построяването) | „Австралия“ (проект) |
| Дата                                                                        | 22 юни 1905           | юни 1907      | март 1908     | ноември 1908  | ?                                   | 1909                 |
| --------------------------------------------------------------------------- | --------------------- | ------------- | ------------- | ------------- | ----------------------------------- | -------------------- |
| Дължина между перпендикулярите, м                                           | 161,544               | 172,212       |               | 169,164       | 169,164                             | 169,164              |
| Дължина максимална, м                                                       | 172,8216              |               | 178,308       | 179,832       | 179,832                             | 179,832              |
| Ширина, м                                                                   | 23,9268               | 25,2984       | 24,5364       | 24,384        | 24,384                              | 24,384               |
| Газене, м                                                                   | 7,9248                | 8,2296        | 8,0772        | 8,0772        | 8,0772                              | 8,0772               |
| Мощност, к.с.                                                               | 41 000                | 43 000?       | 43 000        | 43 000        | 43 000                              | 44 000               |
| Скорост, възела                                                             | 25                    | 25            | 25            | 25            | 25                                  | 25                   |
| Брониране, мм                                                               |                       |               |               |               |                                     |                      |
| Пояс                                                                        | 152                   | 229           | 152           | 152           | 152                                 | 152                  |
| Барбети                                                                     | 178                   | 178           | 178           | 178           | 178                                 | 178                  |
| Кули                                                                        | 178                   | 178           | 178           | 178           | 178                                 | 178                  |
| Рубка                                                                       | 254                   | 254           | 254           | 254           | 254                                 | 254                  |
| Въоръжение                                                                  |                       |               |               |               |                                     |                      |
| Главен калибър                                                              | 4×2×305-мм/45         | 4×2×305-мм/50 | 4×2×305-мм/45 | 4×2×305-мм/45 | 4×2×305-мм/45                       | 4×2×305-мм/45        |
| Противоминен калибър                                                        | 16×102-мм             | 16×102-мм     | 16×102-мм     | 16×102-мм     | 16×102-мм                           | 16×102-мм            |
| 533-мм ТА                                                                   | 5                     | 3             | 2             | 2             | 2                                   | 2                    |
| Параметри на тегловото натоварване при нормална водоизместимост, дълги тона |                       |               |               |               |                                     |                      |
| Оборудване                                                                  | 660                   | 720           | 665           | 680           | 690                                 | 690                  |
| Въоръжение                                                                  | 2440                  | 2960          | 2540          | 2580          | 2610                                | 2615                 |
| СУ                                                                          | 3390                  | 4190          | 3650          | 3655          | 3655                                | 3655                 |
| Въглища                                                                     | 1000                  | 1000          | 1000          | 1000          | 1000                                | 1000                 |
| Броня                                                                       | 3460                  | 5470          | 3800          | 3735          | 3735                                | 3670                 |
| Корпус                                                                      | 6200                  | 7560          | 6995          | 7000          | 7000                                | 7070                 |
| Запас                                                                       | 100                   | 100           | 100           | 100           | 60                                  | 100                  |
| Всичко                                                                      | 17 250                | 22 000        | 18 750        | 18 750        | 18 750                              | 18 800               |

## Конструкция

### Корпус
Проектната нормална водоизместимост на „Индифатигъбъл“ съставлява 18 750 т, при средно газене от 8,07 м. При „Австралия“ и „Нова Зеландия“ – 18 800 т при същото газене. Водоизместимостта при пълно натоварване без нефт и за трите е 21 240 т при средно газене 9,14 м. Дължината между перпендикулярите съставлява 169,3 м, максималната – 180 м. Ширина – 24,4 м. Отношението L/B е равно на 7,37. При нормална водоизместимост височината на надводния борд е 9,14 м в носовия край, 6,78 м на мидъла и 5,25 в кърмата. Височината на борда при мидъла съставлява 14,85 м.
Корпусът на кораба е разделен от водонепроницаеми прегради на 21 отсека. Двойно дъно има на 87% от дължината на кораба. Силовият набор на корпуса е смесен. Бордовите кули са разнесени по дължина с 25 метра, което увеличава техните сектори на обстрел. Обаче при това носовата и кърмовата кули на главния калибър стават по-приближени до краищата (носовата с 6 м и кърмовата със 7 м), което снижава мореходността в сравнение с „Инвинсибъл“. Но за сметка на по-голямата дължина на корпуса и по-добрите обводи скоростта излиза малко по-висока.
По проект метацентричната височина при нормална водоизместимост трябва да съставлява 1,07 м, при пълен товар, без нефт 1,17 м и с нефт – 1,19 м. Фактическите стойности при „Индефатигебла“ се оказват малко по-малки. На крайцерите са поставени два паралелни балансирни руля. Това дава добра маневреност с неголям радиус на тактическа циркулация, но води до сложности в управлението при движение на заден ход.
Корабите имат високи триноги мачти с голямо разстояние между тях и предния и средния комини. За снижаване на задимяването на разположения на фокмачтата носов пост за управление на артилерийския огън, носовият комин е по-висок. Няма как да се справят със задимяването на разположения на гротмачтата втори пост, и той в крайна сметка е демонтиран.
Корабите от серията по външен вид се различават един от друг. На „Индифатигъбъл“ долният мостик има отделни крила. На марса на фокмачтата няма поставен далекомер. Гротмачтата има гафел за флага. На „Нова Зеландия“ предният мостик има допълнителни горни крила. На „Австралия“ далекомерът е поставен на задната надстройка, липсва гафел за флага.
Линейните крайцери са оборудвани с три стационарни 6,35-тонни котви „Смит“ без щок, 2,13-тонна котва система Мартин (стоп-анкер и верп) и две 0,254-тонни котви адмиралтейски тип. Корабните спасителни средства са разчетени за 695 души и включват два парни 15-метрови полубаркаса (обща вместимост 140 души), един ветрилен 11-метров полубаркас (86 души), три 10-метрови спасителни катера (177 души), две 9-метрови гички (52 души), три 8-метрови велбота (72 души), две 5-метрови динги (20 души) и един балсов сал (8 души).
Крайцерите са комплектовани с осем двойки бойни прожектори с диаметър на огледалата 610 мм. Две двойки се намират на носовия мостик, две отстрани на носовия комин и четири на платформи около гротмачтата. През 1909 г. на мачтите са поставени указатели за дистанцията до корабите на противника – големи циферблати със стрелки. Към момента на влизането в строй на всеки кораб той има радиостанция Mk. I, на дълги вълни, и радиостанция за близко действие тип „9“.
Разположението на каютите на екипажа остава същото, като на „Инвинсибъл“ – офицерските в носовата част и каютите за редовия и старшинския състав на кърмата.

### Въоръжение
Въоръжението на всички крайцери от типа „Индифатигъбъл“ се състои от осем 305-мм 45-калибрени оръдия Mk. X – като на типа „Инвинсибъл“. Оръдията с укрепване с тел и бутален затвор система на Уелин, са поместени в четири двуоръдейни кули. Две кули се намират по краищата, още две диагонално в средата на корпуса, дясната кула е по-близо до носа, отколкото лявата. Носовата кула има обозначение „A“, лявата бордова – „P“, дясната бордова „Q“ и кърмовата „Y“. Височината на осите на оръдията над водата на кула „A“ съставлява 9,7 м, при „P“ и „Q“ – 8,5 м, а на „Y“ – 6,4 м. Секторите на обстрел на крайните кули са същите, както при „Инвинсибъл“, – 280° на носовата и 300° на кърмовата. За сметка на това, че по дължината на корпуса бордовите кули са раздалечени една от друга, секторът им на стрелба по противоположния борд съставлява 70° вместо 30°.
Оръдейните установки на главния калибър са Mk. VIII*, конструктивно подобни на Mk. VIII, поставени на типа „Белерофон“. За „Индифатигъбъл“ и „Нова Зеландия“ оръдейните установки са доставени от фирмата „Армстронг“ от Елсуик. За „Австралия“ – от фирмата „Викерс“ от Бароу. Оръдията първоначално имат максимални ъгли на снижаване -3° и на възвишение +13,5°. След това ъгълът на възвишение е увеличен до +16°. Установките изначално са приспособени за работа със снаряди с радиус на оживалото от 4 калибра. Зарядът кордит има маса от 117 кг. Бронебойният снаряд с радиус на оживалото на главата от 4 калибра и маса 389,8 кг получава начална скорост от в 831 м/с. При максималния ъгъл на възвишение от +16° това осигурява далечина от 18 690 м. Скорострелността на оръдията съставлява приблизително 1,5 изстрела в минута.
В мирно време боекомплектът се състои от 640 снаряда – по 80 снаряда на ствол. Типовият боекомплект се състои от 24 бронебойни, 28 полубронебойни и 28 фугасни снаряда. Няколко от фугасните снаряди могат да се заменят с шрапнелни. По време на война боекомплектът се увеличава до 880 снаряда – по 110 на ствол. В началото на войната това са 33 бронебойни, 38 полубронебойни и 39 фугасни снаряда. Към края на войната боекомплектът е изменен на 44 бронебойни, 38 полубронебойни и 33 фугасни снаряда.
В периода 1915 – 1916 г. и на трите крайцера на марса на фокмачтата са поставени прибори за управление на стрелбата с централно насочване.
Противоминната артилерия се състои от 16 102-мм 50-калибрени оръдия BL Mk. VII в установки P II. Обаче са разположени не на кулите, а на надстройките – шест в носовата и осем в кърмовата. Първоначално те не са прикрити от броня, но по-късно по четири оръдия във всяка надстройка получават щитове. Броят стволове на противоминната артилерия постоянно се намалява. През 1915 г. са свалени две оръдия от кърмовата надстройка. От „Нова Зеландия“, през 1917 г., са свалени допълнително четири оръдия, и към 1919 г. са свалени още четири, оставяйки шест. Боекомплектът за тях съставлява по 100 снаряда на оръдие. Към момента на началото на експлоатацията това са 50 полубронебойни и 50 фугасни. След това са заменени с 30 полубронебойни и 70 фугасни. Към края на службата боекомплектът им се състои от 25 полубронебойни, 60 фугасни и 15 фугасни трасиращи.
Първоначално крайцерите нямат зенитно въоръжение. Поставени са четири 47-мм салютни оръдия „Хочкис“ и 5 картечници „Максим“. В процеса на експлоатация крайцерите получават зенитни оръдия, състава на които постоянно се мени. На „Индифатигъбъл“ през март 1915 г. е поставено 76-мм зенитно оръдие Mk. I в установка HA Mk. II. На „Австралия“ през март 1915 г. е поставено 76-мм зенитно оръдие Mk. I в установка HA Mk. II. През юни 1917 г. е поставено едно зенитно 102-мм оръдие BL Mk. VII в установка HA Mk. II. На „Нова Зеландия“ от октомври 1914 до края на 1915 г. на кулите има 47-мм оръдия Хочкис. От януари 1915 до април 1917 г. има едно 76-мм зенитно оръдие Mk. I в установка HA Mk. II. През април 1917 г. са поставени две зенитни 102-мм оръдия BL Mk. VII в установки HA Mk. II. Торпедното въоръжение се състои от два 533-мм бордови подводни торпедни апарата с боекомплект от 12 торпеда.
| Оръдие                                 | 12″/45 Mark X             | 12″/45 Mark X             | 4″/50 BL Mark VII | 4″/50 BL Mark VII | 3″/45 20cwt QF HA Mark I | 47-мм Хочкис |
| -------------------------------------- | ------------------------- | ------------------------- | ----------------- | ----------------- | ------------------------ | ------------ |
| Година на разработване                 | 1904                      | 1904                      | 1904              | 1904              | 1910                     | 1885         |
| Калибър, мм                            | 305                       | 305                       | 102               | 102               | 76                       | 47           |
| Дължина на ствола, калибри             | 45                        | 45                        | 50                | 50                | 45                       | 40           |
| Маса на оръдието, кг                   | 58 626                    | 58 626                    | 2126              | 2126              | 1020                     | 240          |
| Скорострелност, изстрела/минута        | 1,5                       | 1,5                       | 6 – 8             | 6 – 8             | 12 – 14                  | 20           |
| Установка                              | BVIII, BVIII*, BIX, BX    | BVIII, BVIII*, BIX, BX    | PII               | HA Mark II        | ?                        | ?            |
| Ъгли на снижаване/възвишение           | −3°/+13,5°                | −3°/+16°                  | −7°/+15°          | −10°/+60°         | −10°/+90°                | /+60°?       |
| Тип зареждане                          | картузно                  | картузно                  | картузно          | картузно          | унитарно                 | унитарно     |
| Тип на снаряда                         | бронебоен Mark VIa (4crh) | бронебоен Mark VIa (4crh) | полубронебоен     | шрапнелен?        |                          | фугасен      |
| Тегло на снаряда, кг                   | 389,8                     | 389,8                     | 14,06             | 14,06             | 5,67                     | 1,5          |
| Тегло и тип на метателния заряд        | 117 кг MD45               | 117 кг MD45               | 4,3 кг MD16       | 2,7 кг MD8        | 0,96 кг MD               | 0,24 кг MD   |
| Начална скорост, м/с                   | 831                       | 831                       | 873               | 732               | 762                      | 574          |
| Максимална далечина на стрелбата, м    | 17 236                    | 18 690                    | 12 660            |                   |                          |              |
| Досегаемост по височина, максимална, м | –                         | –                         | –                 | ?                 | 11 340                   | 3000         |
| Ефективна, м                           | –                         | –                         | –                 | ?                 | 7160                     | 1100         |

### Брониране
Теглото на бронята съставлява 3655 тона. Главният брониран пояс има дебелина 152 мм и е поставен върху подложка от тиково дърво с дебелина 51 мм. Той има височина 3,36 м, влизайки под водата на 1,07 м при нормална водоизместимост. Но за разлика от „Инвинсибъл“ той е по-къс – 91 м срещу 95 – и преминава в 102-мм пояс, не достигайки до барбетите на кули „A“ и „Y“ (при „Инвинсибъл“ там има 152-мм броня). На „Индифатигъбъл“ той в носовата и кърмовата части в района на кулите се стеснява отначало до 102 мм, а след това продължава с дебелина 64 мм до самия форщевен и ахтерхщевена. На „Нова Зеландия“ и „Австралия“ поясът в района на кули „A“ и „Y“ се стеснява до 127 мм, а след това до 102 мм, но не достига до краищата.
На „Индифатигъбъл“ кърмовата траверсна преграда има дебелина 114 мм и преминава по задния край на барбета на кула „Y“. Носовата траверса на „Индифатигъбъл“ и двете траверси на „Нова Зеландия“ и „Австралия“ имат дебелина 102 мм и преминават по края на 102-мм броневи пояс.
На „Австралия“ и „Нова Зеландия“ горната бронирана палуба има дебелина 25,4 мм, в района на погребите, увеличаваща се до 51 мм. При бордовите кули в района, стиковащ се към борда, нейната дебелина нараства до 64 мм. На „Индифатигъбъл“ броня от 25,4 мм покрива само неголям участък от палубата в района на погребите.
Долната главна бронирана палуба на „Индифатигъбъл“ има дебелина 31 мм и 51 мм по скосовете. На двата следващи крайцера тя има дебелина 25,4 мм със скосове от 25,4 мм, увеличавайки се в краищата до 64 мм. На „Индифатигъбъл“ в краищата тя има дебелина 51 мм.
Барбетите на кулите на главния калибър имат дебелина 178 мм, изтънявайки на нивото на главния брониран пояс до 114 – 76 мм. Челната, страничните и кърмовата плочи на кулите имат дебелина 178 мм, покривът и настилката – 76 мм. Носовата бойна рубка има дебелина на стените от 254 мм, а на покрива – 76 мм. Комуникационната тръба има дебелина на стените 102 мм. Рубката за управление на торпедната стрелба в кърмовата надстройка има дебелина на стените и покрива от 25,4 мм. Димоходите са защитени с броня с 38 мм дебелина. Бронирана противоторпедна преграда няма, но в района на погребите са поставени екрани с дебелина 38 – 64 мм.

### Силова установка
Силовата установка е много сходна с „Инвинсибъл“, но поради разместването на бордовите кули по дължина нейната компоновка е променена. В пет котелни отделения са разположени 32 водотръбни котела на „Бабкок и Уилкокс“ с тръбички с голям диаметър, даващи пара с работно налягане от 16,5 кг/см². Котлите имат въглищно отопление с възможност за впръскване на нефт. Поради бордовите кули котелните отделения са разделени не на две, а на три групи. Между носовата и бордовите кули са разположени КО № 1 и 2, КО № 3 и 4 между бордовите кули и № 5 зад тях. КО № 1 и 2 имат дължина по 11,4 м, в първото са разположени 5 котела, във второто 7. КО № 3 има дължина 6,1 м и в него са поместени 4 котела. КО № 4 и 5 имат дължина по 11,6 м и във всяко има по 8 котела.
Двете машинни отделения и двете отделения за главните кондензатори заемат дължина 25,6 м. Машинните отделения включват два комплекта турбини на „Парсънс“. Техният състав и разположение са идентични на „Инвинсибъл“. Обаче няма отделни турбини за крайцерския ход и е увеличена мощността на турбините за заден ход. Турбините задвижват четири трилопастни винта.
Номиналната мощност на силовата установка на „Индифатигъбъл“ съставлява 43 000 к.с., за „Австралия“ – 44 000 к.с. Първоначално винтовете на „Индифатигъбъл“ са с неоптимална форма, и той при достигната мощност от в 49 675 к.с. показва скорост едва от 25,01 възела. Но през април 1913 г. винтовете са сменени с други с по-съвършена форма, и развивайки мощност от в 55 881 к.с., крайцерът достига скорост 26,89 възела. „Нова Зеландия“ развива скорост 26,38 възела при 49 048 к.с., „Австралия“ – 26,79 възела при мощност 55 140 к.с.
През същата 1913 г. по време на 8-часовите изпитания на пълен ход „Индифатигъбъл“ показва средна мощност 48 420 к.с. при разход на въглища 0,59 кг/к.с. за час. В хода на 30-часови изпитания „Индифатигъбъл“ показва средна мощност 31 794 к.с. при разход на въглища 0,73 кг/к.с. за час. Максималният запас гориво за „Индифатигъбъл“ съставлява 3340 т въглища и 870 т нефт, за „Австралия“ и „Нова Зеландия“ – 3170 и 840 т съответно.
Проектната далечина на плаване с 10-възлов ход съставлява 6690 морски мили. За „Австралия“ и „Нова Зеландия“ разчетната далечина на хода при използване само на въглища на 16-възлов ход е 5100 мили и 4770 мили съответно, на 23,5 възела – 2470 и 2290 мили. При горене на нефт тя се увеличава при 16 възела до 6970 и 6540 мили и на 23,5 възела до 3360 и 3140 мили съответно.

### Модернизации
1914 – 1915
На „Индифатигъбъл“ са поставени щитове на 102-мм оръдия. 47-мм зенитни оръдия са поставени на задната надстройка на „Индифатигъбъл“ и на покривите на кулите „P“, „Q“ и „Y“ на двата други крайцера. Два прожектора са добавени на по-ниска платформа на фокмачтата на „Индифатигъбъл“. Една двойка прожектори е монтирана по центъра на надстройката. Останалите са свалени. На „Австралия“ и „Нова Зеландия“ е модифициран мостикът, оградена е навигационната платформа.
1915 – 1916
Пост за управление на стрелбата с централно насочване на оръдията на главния калибър е поставен на платформа на фокмачтата над бойната рубка. Поставени са на кулите зенитни оръдия на „Нова Зеландия“. През пролетта на 1916 г. от „Нова Зеландия“ и „Индифатигъбъл“ са свалени противоторпедните мрежи (на „Австралия“ те са съхранени до 1916 – 1917 г.). Всички кораби се лишават от своята камуфлажна окраска.
1916 – 1917
На „Нова Зеландия“ и „Австралия“ на кърмовата надстройка е поставено зенитно 102-мм оръдие, едно 76-мм зенитно оръдие е поставено на кула „P“. След Ютландското сражение на тях са поставени допълнително около 80 тона хоризонтална броня – усилено е бронирането на палубите над погребите за боезапаса.
1917
Разширена и модифицирана е носовата рубка. Нанесени са скàли на кулите „A“ и „Y“. 305-мм оръдия са боядисани в светло-сив цвят, почти белоснежен на „Австралия“. На двата са махнати носовите стенги. На покрива на носовия пост за управление на стрелбата е поставен далекомер.
1917 – 1918
На двата крайцера далекомерът е свален от върха на поста за управление. Махнати са всичките 610-мм прожектори, и са поставени осем 914-мм. Площадки с двойка прожектори са монтирани от всяка страна на средния комин. Площадките са разположени ешелонно – площадката по левия борд е разположена близо към носа, по десния – близо към кърмата. Още два прожектора са поставени на горния мостик, още двойка – на носовата надстройка пред платформата на зенитните оръдия. Модифицирани са мостиците. На кули „P“ и „Q“ са поставени площадки за старт на колесни самолети.
1919
Преди пътешествието на Джон Джелико до доминионите, на „Нова Зеландия“ по време на ремонта в периода декември 1918 – февруари 1919 г. са проведени редица промени. Свалени са указателите за дистанция от мачтите и скàлите от кулите. Демонтирани са долните 102-мм оръдия в носовата надстройка. Престроена е носовата надстройка. Свалени са носовата стенга и двете брамстенги.

## Представители на проекта
| Название                          | Корабостроителница | Заложен          | Спускане на вода | Приет на въоръжение | Съдба                                                                |
| --------------------------------- | ------------------ | ---------------- | ---------------- | ------------------- | -------------------------------------------------------------------- |
| „Индифатигъбъл“ HMS Indefatigable | Devonport Dockyard | 23 февруари 1909 | 28 октомври 1909 | февруари 1911       | потопен от огъня на линейния крайцер „Фон дер Тан“ на 31 май 1916 г. |
| „Нова Зеландия“ HMS New Zealand   | Fairfield          | 20 юни 1910      | 1 юли 1911       | ноември 1912        | продаден за скрап на 19 декември 1922                                |
| „Австралия“ HMAS Australia        | John Brown         | 23 юни 1910      | 25 октомври 1911 | юни 1913            | потопен на 12 април 1924                                             |

### Строителство
Крайцерите са залагани и построени като броненосни и са прекласифицирани в линейни едва през 1913 г. Стойността на построяването на всеки кораб по предварителната сметка съставлява 1 343 000 фунта стерлинги. В тази сума влиза стойността на кулите със задвижването им – 120 255 фунта стерлинги – и на енергетичната установка – 366 690 фунта.
Крайцерът „Индифатигъбъл“ е заложен в държавната корабостроителница в Девънпорт на 23 февруари 1909 г. Енергетичната установка е поръчана на частната корабостроителница „Джон Браун и К°“ в Клайдбанк. Спуснат е на вода на 28 октомври 1909 г. и е завършен през февруари 1911 г. Така общото време за построяване съставя 24 месеца, от тях стапелният период е 8 месеца. На изпитания крайцерът излиза през октомври 1910 г. Фактическата стойност на строежа на „Индифатигъбъл“ е 1 430 091 фунта стерлинги, още в 98 500 фунта струват оръдията.
Крайцерът „Нова Зеландия“ се строи със средства на британския доминион Нова Зеландия. Заложен е на 20 юни 1910 г. в частната корабостроителница „Ферфийлд Шипбилдинг и Инжиниринг, Ко“ в Глазгоу. Спуснат е на вода на 1 юли 1911 г. и е завършен на 19 ноември 1912 г. Фактическата стойност на строежа съставя 1 684 990 фунта. Към тази стойност е необходимо да се добавят 98 200 фунта за оръдията.
Крайцерът „Австралия“ е заложен със средства на Австралия на 23 юни 1910 г. в „Джон Браун и К°“ в Клайдбанк. С производството на енергетичната установка се занимава същата компания. Спуснат е на вода на 25 октомври 1911 г., завършен е през юни 1913 г. Всичко строежът продължава 36 месеца, в т.ч. стапелен период 16 месеца. Фактическата стойност на строежа съставя 1 684 990 фунта, и оръдията струват още в 98 200 фунта стерлинги.

### История на службата

#### „Индифатигъбъл“
Влиза в строй на 24 февруари 1911 г. в Девънпорт, в състава на 1-а ескадра крайцери. През януари 1913 г. „Индифатигъбъл“ е прекласифициран от броненосен в линеен крайцер, а 1-а ескадра – в 1-а ескадра линейни крайцери. През декември 1913 г. за усилване на Средиземноморския флот е образувана 2-а ескадра линейни крайцери, където е приведен и „Индифатигъбъл“. В началото на Първата световна война крайцерът отначало участва в безуспешния опит за прехващане на германския линеен крайцер „Гьобен“, а след това в блокадата на Дарданелите. На 5 ноември участва в обстрела на турските батареи на нос Хелес. През януари 1915 г. е сменен от „Инфлексибъл“ и отива за ремонт в Малта. След ремонта през февруари 1915 г. влиза във 2-ра ескадра линейни крайцери на Гранд Флийт.
На 31 май 1916 г. участва в Ютландското сражение. В състава на авангарда на вицеадмирал Бийти в строя на линейните крайцери плава шести, последен. В 15:48 при откриване на огъня, „Индифатигъбъл“ води престрелка с последния в германската линия линеен крайцер „Фон дер Тан“. В 16:02 три снаряда на германския крайцер падат в района на гротмачтата и „Индифатигъбъл“ излиза от строя надясно, най-вероятно поради повреда в рулевото управление, а около 16:05 в него попадат още два снаряда в района на носовата кула. Има взрив на боезапаса и корабът се скрива в облак от огън и дим. След 15 минути, когато облакът се разсейва, корабът вече е под повърхността на водата. Заедно с крайцера загиват 1017 матроса и офицера. Спасяват се само четирима.

#### „Нова Зеландия“
След построяването му със средства от Нова Зеландия крайцерът е подарен на кралския флот на Великобритания и на 23 ноември 1913 г. влиза в състава на 1-а ескадра крайцери на Хоум Флийта. През 1913 г. прави околосветско пътешествие до доминионите. През декември 1913 г. с ескадра линейни крайцери има визита в руските портове на Балтийско море. На 19 август 1914 г. влиза в състава на 2-а ескадра линейни крайцери.
На 28 август 1914 г. „Нова Зеландия“ участва в битката в Хелголандския залив. На 15 януари става флагман на командващия 2-а ескадра линейни крайцери контраадмирал Мур. На 24 януари 1915 г. взема участие в сражението при Догер банк. Заедно с „Индомитейбъл“, макар и да опитва всичко възможно, на което са способни машините му, изостава от по-бързоходните линейни крайцери на 1-а ескадра. Поради това участва само в довършването на изостаналия от германското съединение, повреден броненосен крайцер „Блюхер“.
На 22 април 1916 г. в мъгла крайцерът се сблъсква с „Австралия“ и е в ремонт от април до май 1916 г. На 31 май 1916 г. участва в Ютландското сражение, водейки престрелка отначало с „Молтке“, а след това, след гибелта на „Индифатигъбъл“, с „Фон дер Тан“. Получава едно попадение от 280-мм снаряд в барбета на кула „X“ без особени повреди. След Ютландското сражение, показало недостатъчното хоризонтално брониране на британските линейни крайцери, на „Нова Зеландия“ увеличават с 25,4 мм дебелината на бронята на палубата в района на погребите.
През юни 1916 г. временно влиза в състава на 1-а ескадра линейни крайцери, но след влизането в строй „Ринаун“ се връща във 2-а ескадра, където и служи до края на войната. От декември 1918 до февруари 1919 г. преминава ремонт преди визита до доминионите. След ремонта, с лорд Джелико на борда, извършва околосветско плаване. След завръщането си, на 15 март, е приведен в резерва, ставайки флагман на Резервния флот. След сключването на Вашингтонския морски договор, на 19 април 1922 г., „Нова Зеландия“ е изключен от списъка на корабите и на 19 декември 1922 г. е продаден за скрап.

#### „Австралия“
След построяването крайцерът е изпратен в Австралия и става флагман на Австралийския флот. Взема участие в операциите против германската Източно-Азиатска крайцерска ескадра на адмирал Шпее, отплавайки от Австралия към нос Хорн. След Фолкландското сражение „Австралия“ участва в търсенето и прехващането на германските въоръжени търговски съдове, заобикаляйки нос Хорн. След това, през януари 1915 г., се насочва за ремонт в Англия, в Плимът.
След ремонта, на 17 февруари 1915 г., влиза в състава на 2-а ескадра линейни крайцери на Гранд Флийт. На 22 април 1916 г. се сблъсква в мъгла с „Нова Зеландия“. Крайцерът е в ремонт в периода април – юни 1916 г., поради което пропуска Ютландското сражение. На 12 декември 1917 г. се сблъсква с „Рипалс“ и преминава ремонт от декември 1917 до януари 1918 г. След края на войната, на 23 април 1921 г., е изпратен обратно в Австралия. На 12 декември 1921 г., във връзка с изпълняването на условията по Вашингтонското съглашение, е изваден в резерва. На 12 април 1924 г., след като от него е свалена част от оборудването, крайцерът тържествено е потопен на 24 мили от Сидни на дълбочина 270 метра.

## Оценка на проекта
Крайцерите от типа „Индифатигъбъл“ формално се явяват крайцерския еквивалент на линкора „Нептун“. Тъй като поради икономически съображения тяхната водоизместимост е ограничена и не надвишава водоизместимостта на „Нептун“, цената за по-голямата с 4 възела скорост са отказ от една от кулите на главния калибър и по-слабото брониране. Към момента на тяхното създаване това се смята за обосновано, тъй като традиционно за британските линейни крайцери в тях преобладава крайцерската част. Те са създавани съгласно концепцията на лорд Фишър „скоростта – най-добра защита“. Счита се, че такъв крайцер трябва да е способен да догони по-слабия противник и да има възможност да избяга от по-силния. Основното тяхно предназначение е „тежкото разузнаване“, борбата с леките сили и рейдерите на противника. В бой между основните сили те трябва да осъществяват обхвата на главата на противника и доунищожаването на изостаналите кораби. При това голямата скорост и мощните оръдия трябва да позволят да се избират дистанцията на боя и да се води обстрел по тежките кораби на противника от голяма дистанция.
| Характеристики на артилерията на главния калибър на капитални кораби, влезли в строй в периода 1910 – 1912 г. | Характеристики на артилерията на главния калибър на капитални кораби, влезли в строй в периода 1910 – 1912 г. | Характеристики на артилерията на главния калибър на капитални кораби, влезли в строй в периода 1910 – 1912 г. | Характеристики на артилерията на главния калибър на капитални кораби, влезли в строй в периода 1910 – 1912 г. | Характеристики на артилерията на главния калибър на капитални кораби, влезли в строй в периода 1910 – 1912 г. | Характеристики на артилерията на главния калибър на капитални кораби, влезли в строй в периода 1910 – 1912 г. | Характеристики на артилерията на главния калибър на капитални кораби, влезли в строй в периода 1910 – 1912 г. |
| Оръдие | 12″/45 Mark X                                                                                                 | 12″/50 Mark XI                                                                                                | 28 cm/45 SK L/45                                                                                              | 28 cm/50 SK L/50                                                                                              | 30,5 cm/50 SK L/50                                                                                            | |
| --- | --- | --- | --- | --- | --- | --- |
| Калибър, мм                                                                                                   | 305 | 305 | 280 | 280 | 305 | |
| Дължина на ствола, калибри                                                                                    | 45 | 50 | 42,4 (45) | 46,8 (50) | 47,4 (50) | |
| Носители | „Индифатигъбъл“                                                                                               | „Нептун“ | „Фон дер Тан“                                                                                                 | „Молтке“ | „Хелголанд“                                                                                                   | |
| Година на приемане на въоръжение                                                                              | 1908 | 1910 | 1909 | 1911 | 1911 | |
| Маса на бронебойния снаряд, кг                                                                                | 389,8 | 386 | 302 | 302 | 405,5 | |
| Начална скорост, м/с                                                                                          | 831 | 869 | 855 | 880 | 855 | |
| Дулна енергия, МДж                                                                                            | 269,18 | 291,49 | 220,77 | 233,87 | 296,43 | |
| Скорострелност, изстрела в минута                                                                             | 1,5 – 2 | 1,5 | 3 | 3 | 2 – 3 | |
| Максимална далечина на стрелбата, м (при ъгъл на възвишение на оръдието)                                      | 17 236 (13,5°)                                                                                                | 19 380 (15°)                                                                                                  | 18 900 (20°)                                                                                                  | 18 100 (13,5°)                                                                                                | 16 200 – 18 000 (13,5°) 20 400 (16°)                                                                          | |

Фактически крайцерите от типа „Индифатигъбъл“ са леко увеличена версия на „Инвинсибъл“. Съхранявайки практически същото ниво на брониране и максималната скорост от 25 възела. Някои източници им приписват новите 50-калибрени оръдия, но реално всичките три са въоръжени със същите 45-калибрени 305-мм оръдия, които са и на „Инвинсибъл“. Единствената разлика е, че за сметка на разместването на бордовите кули по дължина, те получават по-големи сектори на обстрел с възможността да стрелят през борда.
След като са обнародвани реалните характеристики на новите крайцери, те са подложени на рязка критика. Както отбелязва военноморският ежегодник „Браси“: адмирал, който има под ръка тези крайцери, ще се съблазни много да ги постави в една линия с линкорите, където тяхната висока скорост вече няма да бъде от значение, а слабата им защита може фатално да се отрази на тяхната съдба.
| Сравнение на сеченията по мидъла на британските и германските линейни крайцери | Сравнение на сеченията по мидъла на британските и германските линейни крайцери | Сравнение на сеченията по мидъла на британските и германските линейни крайцери | Сравнение на сеченията по мидъла на британските и германските линейни крайцери |
| ------------------------------------------------------------------------------ | ------------------------------------------------------------------------------ | ------------------------------------------------------------------------------ | ------------------------------------------------------------------------------ |
|                                                                                |                                                                                |                                                                                |                                                                                |
| „Инвинсибъл“                                                                   | „Индифатигъбъл“                                                                | „Фон дер Тан“                                                                  | „Молтке“                                                                       |

Но в условията на бойните действия през Първата световна война на британските линейни крайцери се налага да се сблъскат с германските им аналози. Даже първият германски линеен крайцер – „Фон дер Тан“ – обладава практически същата скорост. И спрямо него концепцията на Фишър издиша. „Фон дер Тан“ е въоръжен с осем 280-мм оръдия, но германските инженери достатъчно обосновано смятат, че за сметка на по-добрите балистични характеристики и по-доброто качество на германските снаряди те са еквивалентни на британските 305-мм оръдия. При това „Фон дер Тан“, изначално планиран за участие в бой с главните сили, има много по-добро ниво на бронирането, фактически сравнимо с британските линкори от онова време. Над всички похвали е и подводната защита на германския крайцер – за сметка на бронираната противоторпедна преграда, грамотната разбивка на отсеци и добре организираната борба за живучест, тя се смята за най-добрата в света. Тези качества се усилват в заложения преди „Индифатигъбъл“ линеен крайцер „Молтке“ и в заложения малко по-късно еднотипен „Гьобен“. Крайцерите от този тип получават още една кула на главния калибър, по-мощна бронева защита и обладават по-голяма, отколкото британските крайцери с 305-мм оръдия, скорост. За това специалистите признават, че германските крайцери с 280-мм оръдия обладават по-високи бойни качества. Това осъзнават и самите британци, по време на лова на „Гьобен“ противопоставяйки му минимум два свои линейни крайцера.
Различия в бойната ефективност произлизат от различните подходи в строителството на линейните крайцери. Още през 1905 г. професорът от Масачузетската школа по корабостроене Хаугард предсказва, че ескадреният крайцер на бъдещето трябва незначително да отстъпва на линкорите по въоръжение и брониране и да има по-голяма скорост, обладавайки вследствие по-големи размери. И ако британските крайцери са по-малки от съвременните им британски линкори, то водоизместимостта на германските линейни крайцери винаги надвишава водоизместимостта на съвременните им линкори. Британците достигат до този резултат едва при следващото поколение линейни крайцери – типа „Лайън“. Освен това германските инженери винаги отделят повишено внимание на защитата на своите кораби, и тяхното брониране е традиционно с по-голяма дебелина, отколкото на британските големи кораби. Освен по-голямата водоизместимост, играе своята роля и изборът на планираните театри на бойните действия. Британските крайцери са разчетени в т.ч. и за служба на комуникациите, за това им се обръща внимание по мореходност, далечина на плаването, надеждност на работата на силовата установка и удобството за работа на екипажа. Германските кораби са разчетени за противостояние с британския флот в условията на Северно море. За това мореходността може да се пожертва, за сметка на което се намалява височината на надводния борд и корпусът се получава по-лек. А за сметка на използването на котли с тръбички малък диаметър и по-стеснените условия за работа на екипажа размерите на котелните и машинните отделения при германските крайцери са по-малки, което позволява да се освободят полезни обеми на корпуса за други цели.
Опитът от бойните действия потвърждава теоретичните постановки. Докато британските линейни крайцери действат в рамките на изначалната концепция на Фишър, влизайки в боевете в Хелголандския залив и при Фолкландските острови против леки и броненосни крайцери, те са съпроводени от успех. Но в боя с равен противник излиза наяве ниската им защитеност. И ако в сражението при Догер банк не е показателно, то Ютландското сражение и гибелта на три британски линейни крайцера показва, че в дуелни ситуации германските крайцери обладават по-високи бойни качества и се явяват по-балансирани, отколкото британските аналози. Следва да се отбележи, че взривовете на боезапаса стават не толкова поради слабото брониране, колкото поради общото недостатъчно ниво на противопожарна безопасност в британския флот. Като метателно вещества се използва нестабилният и взривоопасен кордит, а в конструкцията на кулите отделенията под нея отсъстват противопожарните заслонки и други устройства, препятстващи проникването на фронта на пламъка в погребите. Като допълнение немците отчитат опита от запалването на зарядите в кърмовите кули на „Зайдлиц“ в боя при Догер банк и предприемат мерки за снижаване на възможността от нещо подобно, включително и поставянето на противопожарни прегради и намаляване на броя заряди, намиращи се в бойното отделение на кулите. Британците след Догер банк, неудовлетворени от скорострелността на оръдията на главния калибър, напротив, решават да увеличат броя заряди, подготовени за стрелба и намиращи се в бойното отделение. Освен това за ускоряване на подаването на боезапаса вратите между погребите и междинното отделение се държат отворени.
| Сравнителни характеристики на капиталните кораби, влезли в строй в периода 1910 – 1912 г. | Сравнителни характеристики на капиталните кораби, влезли в строй в периода 1910 – 1912 г. | Сравнителни характеристики на капиталните кораби, влезли в строй в периода 1910 – 1912 г. | Сравнителни характеристики на капиталните кораби, влезли в строй в периода 1910 – 1912 г. | Сравнителни характеристики на капиталните кораби, влезли в строй в периода 1910 – 1912 г. | Сравнителни характеристики на капиталните кораби, влезли в строй в периода 1910 – 1912 г. | Сравнителни характеристики на капиталните кораби, влезли в строй в периода 1910 – 1912 г. |
|                                                                                           | „Инвинсибл“                                                                               | „Индифатигъбъл“                                                                           | „Фон дер Тан“                                                                             | „Молтке“                                                                                  | „Нептун“                                                                                  | „Хелголанд“                                                                               |
| ----------------------------------------------------------------------------------------- | ----------------------------------------------------------------------------------------- | ----------------------------------------------------------------------------------------- | ----------------------------------------------------------------------------------------- | ----------------------------------------------------------------------------------------- | ----------------------------------------------------------------------------------------- | ----------------------------------------------------------------------------------------- |
| Клас                                                                                      | линеен крайцер                                                                            | линеен крайцер                                                                            | линеен крайцер                                                                            | линеен крайцер                                                                            | линкор                                                                                    | линкор                                                                                    |
| Година на залагане                                                                        | 1906                                                                                      | 1909                                                                                      | 1908                                                                                      | 1909                                                                                      | 1909                                                                                      | 1908                                                                                      |
| Година на влизане в строй                                                                 | 1908                                                                                      | 1911                                                                                      | 1910                                                                                      | 1912                                                                                      | 1911                                                                                      | 1911                                                                                      |
| Водоизместимост, нормална, т                                                              | 17 651                                                                                    | 18 765,5                                                                                  | 19 370                                                                                    | 22 979                                                                                    | 20 548,6                                                                                  | 22 808                                                                                    |
| Пълна, т                                                                                  | 20 400                                                                                    | 22 433,3                                                                                  | 21 300                                                                                    | 25 400                                                                                    | 23 418,8                                                                                  | 24 700                                                                                    |
| Номинална мощност на СУ, к.с.                                                             | 41 000                                                                                    | 43 000                                                                                    | 42 000                                                                                    | 52 000                                                                                    | 25 000                                                                                    | 28 000                                                                                    |
| Проектна максимална скорост, възела                                                       | 25                                                                                        | 25                                                                                        | 24,8                                                                                      | 25,5                                                                                      | 21                                                                                        | 20,5                                                                                      |
| Далечина на плаване, мили (на скорост, възела)                                            | 3090 (10)                                                                                 | 6330 (10)                                                                                 | 4400 (14)                                                                                 | 4120 (14)                                                                                 | 6620 (10)                                                                                 | 5500 (10)                                                                                 |
| Брониране, мм                                                                             |                                                                                           |                                                                                           |                                                                                           |                                                                                           |                                                                                           |                                                                                           |
| Пояс                                                                                      | 152                                                                                       | 152                                                                                       | 250                                                                                       | 270                                                                                       | 254                                                                                       | 300                                                                                       |
| Кули, чело (фронт)                                                                        | 178                                                                                       | 178                                                                                       | 230                                                                                       | 230                                                                                       | 279                                                                                       | 300                                                                                       |
| Барбети                                                                                   | 178                                                                                       | 178                                                                                       | 200 – 230                                                                                 | 200 – 230                                                                                 | 254                                                                                       | 300                                                                                       |
| Рубка                                                                                     | 254                                                                                       | 254                                                                                       | 250                                                                                       | 300                                                                                       | 279                                                                                       | 400                                                                                       |
| Палуба                                                                                    | 65 – 25                                                                                   | 65 – 25                                                                                   | 50                                                                                        | 50 – 30                                                                                   | 76 – 32                                                                                   | 80 – 55                                                                                   |
| Въоръжение                                                                                |                                                                                           |                                                                                           |                                                                                           |                                                                                           |                                                                                           |                                                                                           |
| Главен калибър                                                                            | 4×2×305-мм/45                                                                             | 4×2×305-мм/45                                                                             | 4×2×280-мм/45                                                                             | 5×2×280-мм/50                                                                             | 5×2×305-мм/50                                                                             | 6×2×305-мм/50                                                                             |
| Спомагателен                                                                              | 16×102-мм/50 4×57-мм                                                                      | 16×102-мм/50 4×57-мм                                                                      | 10×150-мм/45 16×88-мм/45                                                                  | 12×150-мм/45 12×88-мм/45                                                                  | 16×102-мм/50 4×57-мм                                                                      | 14×150-мм/45 14×88-мм/45                                                                  |
| Торпедно въоръжение                                                                       | 5×457-мм ТА                                                                               | 3×457-мм ТА                                                                               | 4×450-мм ТА                                                                               | 4×500-мм ТА                                                                               | 3×533-мм ТА                                                                               | 6×500-мм ТА                                                                               |

## Коментари
1. ↑  Всички данни са приведени към момента на влизане в строй.
2. ↑  Следва да се разбира, че делението на линейни и броненосни крайцери в британския флот започва едва през 1913 г., дотогава всички те се класифицират като броненосни. И тук става дума за строителство на броненосни крайцери с 234-мм оръдия, вместо крайцери с 305-мм.
3. ↑  Редица източници погрешно им приписват 50-калибрените 305-мм оръдия Mark XI. Например Паркс говори за това, че всички три крайцера са въоръжени с тях, а Мужеников че така е при двата последни крайцера в серията.
4. ↑  Дължината на ствола, отнесена към калибъра на оръдието. Дадена по британската система, според която дължината се мери по канала на ствола. В Германия и Русия под дължина се разбира дължината от дулния срез до челото на затворното гнездо, за това тя е преизчислена според британската система, а в скобките е дадена официалната цифра според националната система за измерване.
5. ↑  Разминаване в различните източници. Британските източници дават далечина в 16 200 м, Стаф и Грьонер дава 18 000 м. След модернизацията от 1916 г., с увеличаването на ъгъла на възвишение до 16°, всички източници дава далечина в 20 400 м.
6. ↑  В Ютландското сражение германските линейни крайцери „Лютцов“, „Дерфлингер“ и „Зайдлиц“ също получават пробиване на кулите и барбетите със запалване на зарядите барут вътре в кулите, а на британския „Лайън“ в сходна ситуация при пожар вътре в кулата успяват своевременно да наводнят погребите.